# مسیریاب بی‌سیم

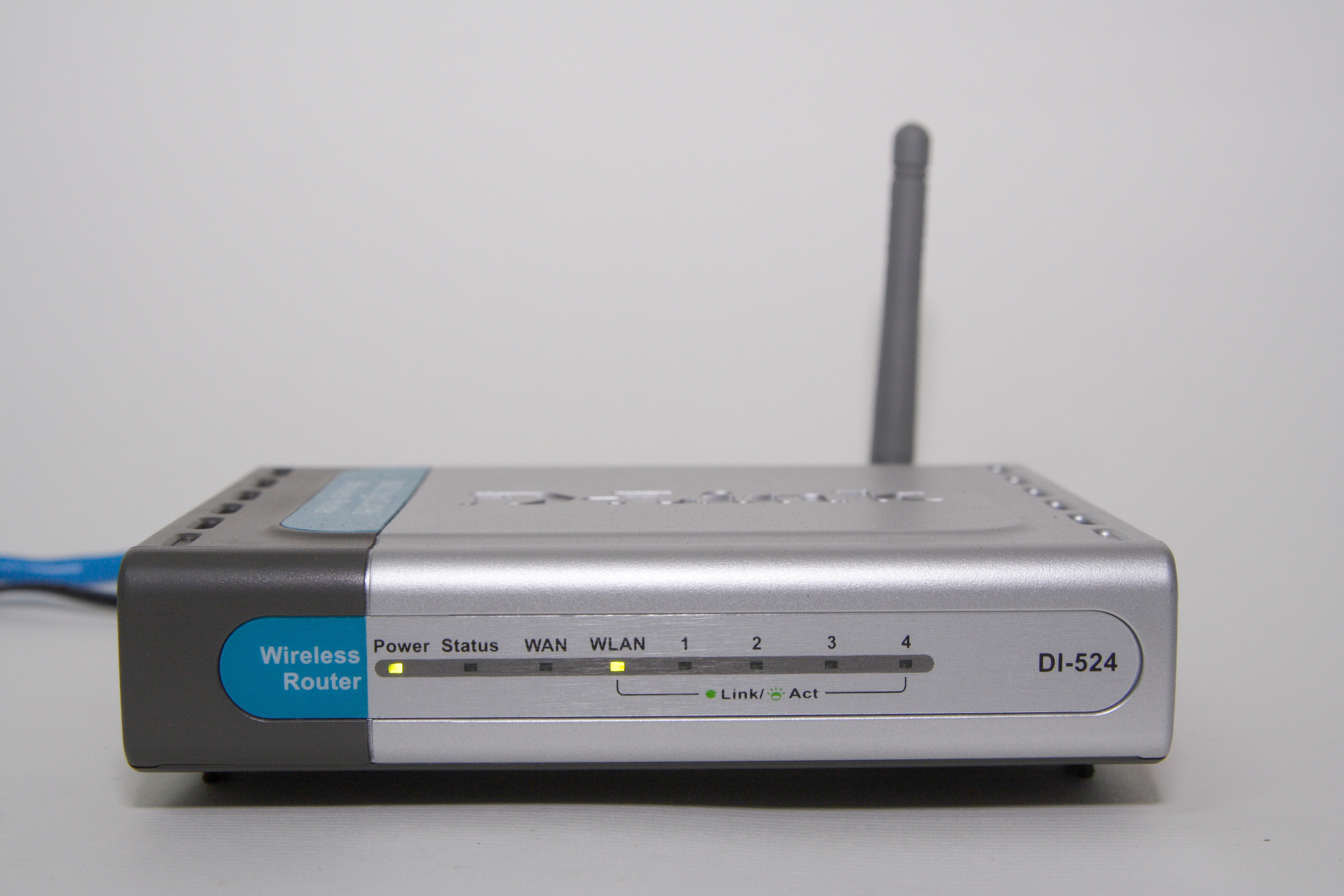
نمونه‌ای از یک مسیریاب بی‌سیم

یک مسیر یاب بی‌سیم (به انگلیسی: Wireless router) وسیله‌ای است که مسیریابی و روتر و هم چنین دسترسی بی‌سیم نقطه دسترسی بی‌سیم را ارایه می‌دهد. این وسیله دسترسی به اینترنت یا شبکه‌های کامپیوتر خصوصی را مهیا می‌کند. بسته به شرکت تولیدکننده و مدل می‌تواند در شبکه داخلی بی‌سیم ،wireless-only LAN، یا ترکیب شبکه بی‌سیم و باسیم استفاده شود.

## ویژگی‌ها

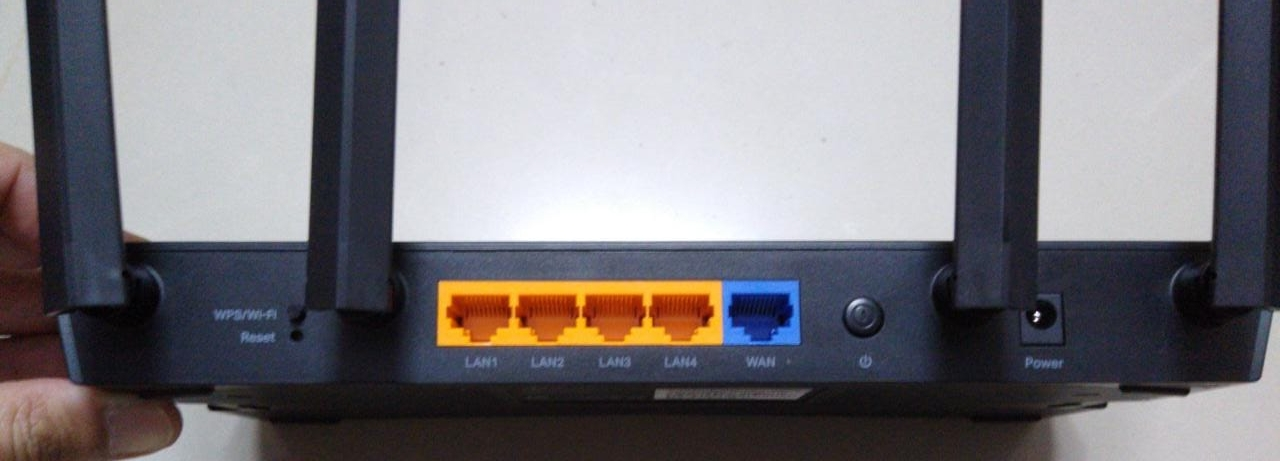
TP-Link AX1500 Wi-Fi 6 Router Back

روترهای بی سیم معمولاً دارای یک یا چند کنترل‌کننده رابط شبکه ای هستند که از درگاه‌های سریع اترنت یا گیگابیت اترنت پشتیبانی می‌کنند که در SoC اصلی ادغام شده‌اند. یک سوییچ اترنت همانطورکه در IEEE 802.1Q توضیح داده شده‌است می‌تواند چندین پورت را به یکدیگر وصل کند. بعضی از روترها (مسیر یاب‌ها) تجمیع ارتباط را از طریق دو یا چند پورت که برای بهبود توان و افزایش ظرفیت استفاده می‌شوند را پیاده‌سازی می‌کنند.
همه مسیریاب‌های بی سیم از یک یا چند کنترل‌کننده رابط شبکه بی‌سیم پشتیبانی می‌کنند. اینها همچنین ممکن است در SoC اصلی ادغام شده یا ممکن است تراشه‌های جداگانه ای در برد مدار چاپی باشند. همچنین می‌توانند کارت مجزا متصل به یک MiniPCI یا [MiniPCIe#PCI Express Mini Card|MiniPCIe] باشد. برخی از روترهای بی سیم دو بانده، فرکانس‌های ۲٫۴ گیگاهرتز و ۵ گیگاهرتز را به‌طور همزمان پشتیبانی می‌کنند.کنترل‌کننده‌های بی سیم از بخشی از خانواده استاندارد آی‌تریپل‌ئی ۸۰۲٫۱۱ پشتیبانی می‌کنند و بسیاری از روترهای بی سیم دو باند دارای سرعت انتقال داده از ۳۰۰ مگابیت در ثانیه (برای باند ۲٫۴ گیگاهرتز) و ۴۵۰ مگابیت در ثانیه (برای باند ۵ گیگاهرتز) زا سرویس می‌دهند. بعضی از مسیر یاب‌های بی سیم چندین جریان انتقال را مهیا می‌کردند که به ما اجزا انتقال اطلاعات با سرعت‌های مختلف را می‌دهد.
بعضی از روترهای وایرلس دارای پورت usb هستند. این کار باعث می‌شود که بتوان پرینتر یا دسکتاپ یا موبایل یا هارد اِکسترنال را برای استفاده به عنوان منابع اشتراکی در شبکه متصل کرد. پورت usb می‌تواند برای اتصال از طریق شبکه‌ها موبایل را جدا از اتصال دستگاه به xDSL یا مودم سیمی مهیا کند. یک رابط usb شبکه موبایل می‌تواند با اتصال به مسیر یاب بیسیم اینترنت خود را از طریقه شبکه بی سیم به اشتراک بگذارد. بعضی از مودم‌ها یکی از اشتراک گذاریهای یکپارچه مودم خط اشتراک دیجیتال یا مودم DOCSIS یا مودم فرگشت بلندمدت (به انگلیسی: Long Term Evolution، کوته‌نوشت: LTE) یا مودم فیبر نوری را ارائه می‌دهند.
دکمه کلون Wi-Fi پیکربندی Wi-Fi را ساده می‌کند و یک شبکه خانگی یکپارچه و یکپارچه ایجاد می‌کند،Super Range Extension را فعال می‌کند. یعنی می‌تواند به‌طور خودکار  SSID  و پسورد شما را کپی کند.

## سیستم عامل

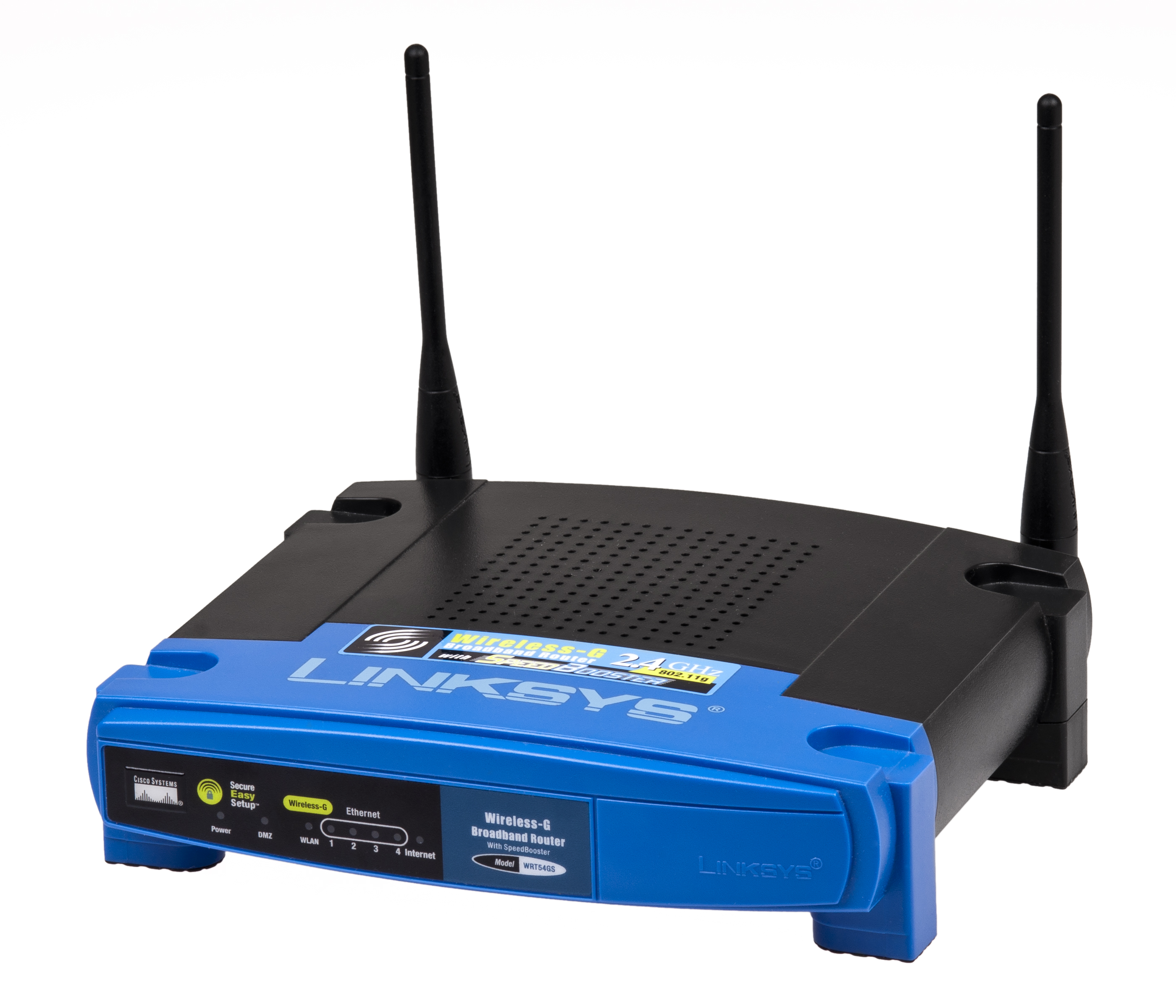
روتر بی سیم WRT54G که تنها از آی‌تریپل‌ئی ۸۰۲٫۱۱بی و آی‌تریپل‌ئی ۸۰۲٫۱۱جی پشتیبانی می‌کنند. یک سیستم عامل OEM که برای OpenWrt متولد شده‌است.

رایج‌ترین سیستم عامل تعبیه شده در این دستگاه‌ها لینوکس است. میزان استفاده از VxWorks بسیار کم است. دستگاه‌ها بر روی یک رابط کاربری وب توسط یکی از نرم‌افزارهای وب سرور سبک تنظیم شده‌اند. این امکان برای کامپیوتر وجود دارد که یک سیستم عامل را با نرم‌افزار مناسب اجرا کند که بتواند مانند یک مسیریاب بی سیم عمل کند. این‌ها معمولاً به عنوان SoftAP معرفی شده‌اند.
در سال 2003 Linksys میلادی مجبور شد کد سفت‌افزار WRT54G (پر فروش‌ترین مسیر یاب در تاریخ) خود رامتن باز کند. زیرا مردم متوجه استفاده شرکت از LKML لینوکس وپروانه عمومی همگانی گنو شدند. در سال ۲۰۰۸ نیز از کمپانی cisco توسط بینان گذاران نرم‌افزارهای رایگان به دلیل مشکل مشابه Linksys شکایت شد. از آن موقع پروژه‌هایی متن باز بر این پایه بنیان‌گذاری شدند. مانند OpenWrt, DD-WRT و Tomato.
در ۲۰۱۶ تولیدکنندگان مختلف، سیستم عامل خود را برای جلوگیری از نصب‌های سفارشی پس از صدور حکم FCC تغییر دادند. با این حال، برخی از شرکت‌ها قصد دارند به‌طور رسمی از سیستم عامل‌های اوپن سورس پشتیبانی کنند مانند Linksys و Asus.